# Малые Шуани
Малые Шуани (чечен. Чари-Мохк) — село в Ножай-Юртовском районе Чеченской Республики. Входит в состав Шуанинского сельского поселения.

## География
Селение расположено в 20 км к юго-западу от районного центра Ножай-Юрт и в 70 км к юго-востоку от города Грозный.
Ближайшие населённые пункты: на севере — село Гансолчу, на северо-востоке — сёла Турты-Хутор и Исай-Юрт, на востоке — село Шуани, на юге — сёла Бас-Гордали и Гордали, на юго-западе — село Хашки-Мохк, на западе — село Эникали и на северо-западе — село Ялхой-Мохк.

## Название
Русскоязычное название села связано с одним им чеченских тайпов — шуоной.

## История
В 1944 году после депортации чеченцев и ингушей и упразднения Чечено-Ингушской АССР селение Малые Шуаны было переименовано в Малую Шагаду и заселено выходцами из соседнего Дагестана.
После восстановления Чечено-Ингушской АССР населённому пункту было возвращено его прежнее название — Малые Шуани, а поселенцы из Дагестана были переселены обратно.
В середине 1980-х годов село вновь было переименовано, получив название Чаройн-Мохк. В середине 1990-х годов селу возвращено прежнее название.

## Население
| 1990 | 2002 | 2010 |
| ---- | ---- | ---- |
| 361  | ↘239 | ↗267 |